# Stator bottimeri
Stator bottimeri är en skalbaggsart som beskrevs av John M. Kingsolver 1972. Stator bottimeri ingår i släktet Stator och familjen bladbaggar. Inga underarter finns listade i Catalogue of Life.